# Dua Nudba

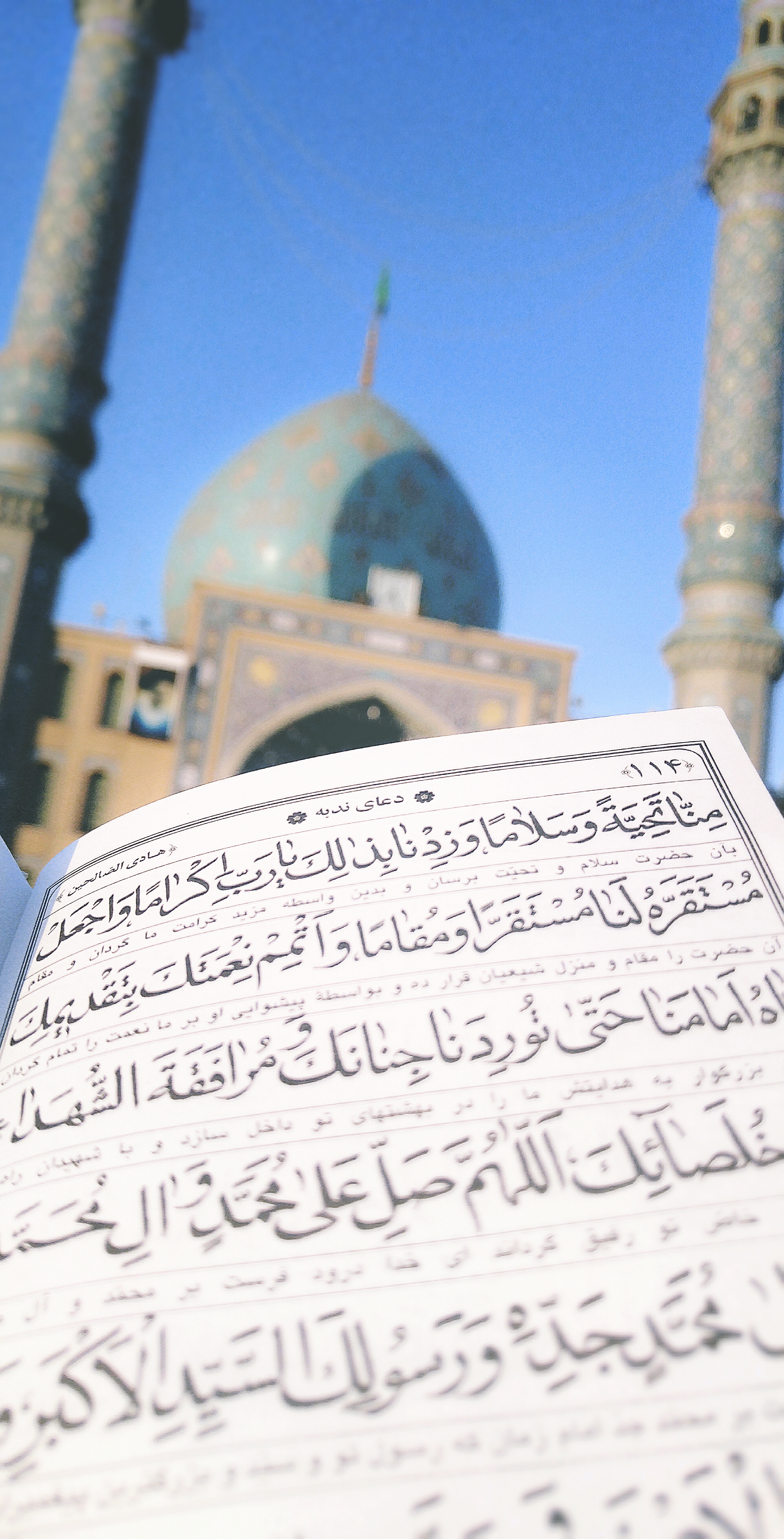
Dua Nudba utanför Jamkaran-moskén i Qom, Iran.

Dua Nudba (arabiska: دعاء الندبة, ordagrant Jämmeråkallelsen) är en av de främsta shiitiska åkallelserna om Muhammad al-Mahdi al-Muntazar och hans fördoldhet. Denna åkallelse, som återberättats från den sjätte shiaimamen Jafar as-Sadiq, innehåller shiitiska övertygelser och uttryck av sorg för Imam Mahdis fördoldhet. Åkallelsen kan reciteras när som helst, men det sägs att det är högst rekommenderat att recitera den under fyra högtider; på fredagar, eid al-fitr, eid al-adha och eid al-ghadir.
Åkallelsen har återberättats av Muhammad ibn Ja'far al-Mashhadi i boken al-Mazar al-Kabir, av al-Tabrisi i boken al-Mazar al-Qadim och av Sayyid ibn Tawus i boken Misbah al-Zair.